# Chiesa di Maria Santissima Desolata
La chiesa di Maria Santissima Desolata è un luogo di culto sito in via Amedeo Maiuri nel quartiere di Bagnoli, a Napoli.

## Storia e descrizione
Il tempio fu consacrato nel 1905, mentre la sua costruzione è riconducibile alla seconda metà del XIX secolo. Esso doveva rappresentare la nascita di nuovo quartiere partenopeo, reso abitabile in seguito alla bonifica dei territori circostanti il lago di Agnano.
Dalle informazioni ricavate, interessante è la facciata della chiesa d'impronta neoclassica, caratterizzata da un pronao esastilo e un alto podio che le conferiscono l'aspetto di un tempio di età antica.